# 603
603 (DCIII) var ett normalår som började en tisdag i den julianska kalendern.

## Händelser

### Okänt datum
- Anglosaxarna besegrar gaelerna i slaget vid Degsastan(en), vilket traditionellt har placerats vid sydskotska Dawstane längs Liddel Water i Roxburghshire.[1]
- Romerska senaten sista kända omnämnande, i Gregorius I:s samlade brev Registrum Gregorii, då de beslutar om en staty av Fokas efter dennes kröning. Omnämnandet kan möjligen ha varit i öveförd bemärkelse.[2]
- Sui Wen grundare av Suidynastin grundar det Kinesiska kejsardömet.
- Witteric blir kung över Visigoterna i nuvarande Spanien.

## Födda
- Dagobert I, frankisk kung av Austrasien 623–632, av Neustrien och Burgund 629–632, av Frankerriket 632–634 samt ånyo av Neustrien och Burgund 634–639 (född omkring detta år, 602 eller 605)

## Avlidna
- Liuva II, visigotisk kung.